# Ángel García (Leichtathlet, 1919)
Ángel García Delgado (genannt „Parquito“, * 10. Oktober 1919 in Viñales; † 25. Januar 1996 ebenda) war ein kubanischer Sprinter.
Bei den Olympischen Spielen 1948 in London schied er über 100, 200 und 400 Meter im Vorlauf aus.
1951 wurde er bei den Panamerikanischen Spielen in Buenos Aires Fünfter über 400 Meter und gewann Silber mit der kubanischen Mannschaft in der 4-mal-100-Meter-Staffel.
Bei den Olympischen Spielen 1952 in Helsinki erreichte er über 200 Meter das Viertel- und mit der kubanischen 4-mal-100-Meter-Stafette das Halbfinale. Über 400 Meter scheiterte er in der ersten Runde.
1954 siegte er bei den Zentralamerika- und Karibikspielen in Mexiko-Stadt über 400 Meter.

## Persönliche Bestzeiten
- 100 m: 11,2 s, 1948
- 200 m: 21,8 s, 22. Juli 1952, Helsinki
- 400 m: 48,02 s, 1954